# Epimadiza fascipennis
Epimadiza fascipennis är en tvåvingeart som beskrevs av Curtis W. Sabrosky 1945. Epimadiza fascipennis ingår i släktet Epimadiza och familjen fritflugor. Inga underarter finns listade i Catalogue of Life.